# Ганс Ейлер
Ганс Генріх Ейлер (нім. Hans Heinrich Euler; 6 жовтня 1909, Мерано — 23 червня 1941, Азовське море) — німецький фізик-теоретик. Автор робіт з квантової електродинаміки, фізики елементарних частинок і фізики космічних променів, відомий насамперед як один з авторів лагранжиана Гейзенберга — Ейлера.

## Біографія
Ганс Ейлер народився у південнотирольському місті Мерано у сім'ї художника. У 1914 році сім'я, у якій була і друга дитина (дівчинка Маріта), повернулася у рідне місто батька Дюссельдорф, де юний Ганс навчався у гімназії принца Георга (Prinz-Georg-Gymnasium) і у 1928 році отримав атестат зрілості (Abitur). Після року, проведеного на бременських корабельнях для отримання необхідних засобів й інженерних навичок, у 1929 році Ейлер вступив до Мюнхенського університету, щоб вивчати технічну фізику. Після двох семестрів він перевівся у Боннський університет, де зробив остаточний вибір на користь теоретичної фізики, і взимку 1933/34 року опинився у Лейпцизькому університеті, одному з найбільших центрів фізичних досліджень, де на той час працювали Вернер Гейзенберг, Петер Дебай та Фрідріх Гунд.
Восени 1935 року Ейлер успішно захистив докторську дисертацію «Розсіяння світла у світлі як наслідок теорії Дірака» (нім. Über die Streuung von Licht an Licht nach der Diracschen Theorie), виконану під керівництвом Гейзенберга, з відзнакою склав необхідні іспити і у червні 1936 року здобув докторський ступінь. Щоб забезпечувати сім'ю після смерті батька, молодий учений був змушений змінити кілька тимчасових робіт і лише восени 1937 року (про причину затримки див нижче) отримав оплачуване місце в інституті Гейзенберга. Вже у червні наступного року він представив роботу «До дискусії про гоффманові спалахи та проникну компоненту космічного випромінювання» (нім. Zur Diskussion der Hoffmaunschen Stöße und der durchdringenden Komponente der kosmischen Strahlung) для проходження процедури габілітації та з осені отримав право викладати у Лейпцизькому університеті. Ейлер вкрай негативно ставився до нацистського режиму, що частково зумовлювалося особистими мотивами. Цей «радикалізм» не був секретом для оточення. Так, він неодноразово відмовлявся вступати у будь-які нацистські організації та відвідувати табір для майбутніх викладачів, де проводилася їхня ідеологічна обробка. З цієї причини відразу після здобуття докторського ступеня Ейлер не був затверджений як помічник Гейзенберга; останньому у результаті знадобилося понад рік, щоб досягти цього призначення. Перед габілітацією Ейлер за порадою свого керівника таки відвідав табір для викладачів. Ось як у своїй автобіографічній книзі «Частина і ціле» Гейзенберг писав про одного зі своїх найближчих молодих учнів:

Він відразу мені сподобався не тільки своєю обдарованістю, яка далеко виходила за середній рівень, але також і своїм зовнішнім виглядом. Він виглядав більш вразливим і чуйним, ніж більшість студентів, і на його обличчі — якраз коли він посміхався — можна було іноді помітити страдницьку риску. У нього було тонке довгасте обличчя з запалими щоками та високим чолом, з білявим кучерявим волоссям, і в його промові відчувалася напружена зосередженість, незвичайна для молодої людини… його батьки ледве змогли нашкребти кошти на його навчання. Сам Він був переконаним комуністом… Ейлер був заручений з молодою дівчиною, яка через своє єврейське походження змушена була тікати з Німеччини та жила у Швейцарії. Про людей, які захопили у 1933 році владу у Німеччині, він міг говорити тільки з огидою.

Однак доказів, що Ейлер дотримувався комуністичних поглядів, не існує. За свідченням його близького друга Гаральда Вергеланда, Ейлер не був «політично організований» і за своїми переконаннями був скоріше соціал-демократом. Після початку Другої світової війни його спочатку не призвали до лав Збройних сил (мабуть, за станом здоров'я), проте у 1940 році, попри можливість отримати звільнення від військової служби для роботи в урановому проєкті, націленому на створення атомної бомби для нацистської Німеччини, він записався добровольцем в авіацію. Як писав Гейзенберг, на цей крок Ейлера штовхнуло гостре почуття безнадії; ось як він передає аргументи свого молодшого колеги:

Ви знаєте, що я це зробив не для того, щоб боротися за перемогу. Бо, по-перше, я не вірю в можливість перемоги Гітлера, а по-друге, перемога націонал-соціалістичної Німеччини була б для мене так само жахлива, як і перемога всякого агресора. Розв'язний цинізм, з яким можновладці порушують заради своєї вигоди все ними ж проголошені принципи, не залишає для мене більше ніякої надії… якби у мене ще залишалися якісь надії, я, напевно, і вчинив би по-іншому. Але я так сильно відчуваю безглуздість того, що відбувається, що вже не можу набратися мужності для думок про майбутнє.

Ейлер пройшов навчання на бортового метеоролога та штурмана і служив переважно у Відні та Південно-Східній Європі. Після нападу Німеччини на СРСР його підрозділ був відправлений на Східний фронт для проведення розвідувальних польотів над Кримом й Азовським морем. Машина Ейлера була збита у першому ж польоті 23 червня 1941 року. У наступні роки сім'я молодого фізика за підтримки Гейзенберга намагалася прояснити його долю, проте пошуки ні до чого не привели.

## Наукова діяльність
Наукова спадщина Ейлера містить 12 публікацій, написаних протягом шести останніх років життя. У 1935 році у своїй дисертації Ейлер досліджував важливе у квантовій електродинаміці завдання про розсіювання світла у світлі, поставлене Гейзенбергом і Дебаєм. Ця робота, у якій брав участь Бернгард Коккель (інший учень Гейзенберга), стала одним із ранніх провісників теорії перенормування, проте сам ефект розсіювання світла на світлі, згідно з розрахунками, виявився надзвичайно малим і недоступним для безпосереднього експериментального спостереження. Через роки з'ясувалося, що при заміні одного з взаємодійних фотонів на віртуальний фотон кулонівського поля ядра атома ефект проявляється як дельбрюківське розсіювання. Розвиваючи свій підхід, у 1936 році спільно з Гейзенбергом Ейлер опублікував висновок лагранжиана Гейзенберга — Ейлера, який описує нелінійні поправки до рівнянь Максвелла, які враховують ефекти поляризації вакууму.
У співпраці з Гейзенбергом Ейлер розробив низку питань фізики космічних променів. Зокрема, у 1938 році їм вдалося розвинути методи аналізу даних про поглинання первинних (які надходять в атмосферу Землі з космосу) космічних променів у різних середовищах й оцінити час життя ({\displaystyle 2.7\times 10^{-6}} с) основної частинки «жорсткої» компоненти вторинного (яке утворюється в атмосфері при поглинанні первинного випромінювання та спостерігається поблизу поверхні Землі) космічного випромінювання. Цією часткою, яку на той час називали «мезоном» і помилково ототожнювали з передбаченою Хідекі Юковою часткою, за сучасними уявленнями є мюон. Того ж року Ейлер, працюючи у тісному контакті з експериментатором Герхардом Гоффманом, проаналізував природу так званих «гоффманових спалахів» (нім. Hoffmannsche Stöße), відповідальних за виробництво «жорсткої» компоненти космічних променів («мезонів»), і знайшов свідчення на користь гіпотези Гейзенберга про їх «вибухове» (а не каскадне, як у широких атмосферних зливах, які виробляють переважно електрони) походження.

## Список публікацій
- Euler H., Kockel B. Über die Streuung von Licht an Licht nach der Diracschen Theorie // Naturwissenschaften. — 1935. — Nr. 15 (12 Juli). — DOI:10.1007/BF01493898.
- Euler H. Über die Streuung von Licht an Licht nach der Diracschen Theorie // Annalen der Physik. — 1936. — Nr. 5 (12 Juli). — DOI:10.1002/andp.19364180503.
- Heisenberg W., Euler H. Folgerungen aus der Diracschen Theorie des Positrons // Zeitschrift für Physik. — 1936. — Nr. 11—12 (12 Juli). — arXiv:physics/0605038. — DOI:10.1007/BF01343663.
- Euler H. Über die Wechselwirkung in den schweren Atomkernen // Naturwissenschaften. — 1937. — Nr. 13 (12 Juli). — DOI:10.1007/BF01796279.
- Euler H. Über die Art der Wechselwirkung in den schweren Atomkernen // Zeitschrift für Physik. — 1937. — Nr. 9—10 (12 Juli). — DOI:10.1007/BF01371561.
- Euler H. Zur Diskussion der Hoffmannschen Stöße und der durchdringenden Komponente in der Höhenstrahlung // Naturwissenschaften. — 1938. — Nr. 23 (12 Juli). — DOI:10.1007/BF01590595.
- Euler H. Die Erzeugung Hoffmaunscher Stöße durch Multiplikation // Zeitschrift für Physik. — 1938. — Nr. 7—8 (12 Juli). — DOI:10.1007/BF01343606.
- Euler H. Über die durchdringende Komponente der kosmischen Strahlung und die von ihr erzeugten Hoffmannschen Stöße // Zeitschrift für Physik. — 1938. — Nr. 11—12 (12 Juli). — DOI:10.1007/BF01339951.
- Euler H., Heisenberg W. Theoretische Gesichtspunkte zur Deutung der kosmischen Strahlung // Ergebnisse der exakten Naturwissenschaften. — 1938. — 12 Juli. — DOI:10.1007/BFb0112095. В русском переводе:
  - Гейзенберг В., Эйлер Г. К теории космического излучения. I // УФН. — 1939. — Т. 21, вип. 2 (12 липня). — С. 130—161. — DOI:10.3367/UFNr.0021.193902d.0130.
  - Гейзенберг В., Эйлер Г. К теории космического излучения. II // УФН. — 1939. — Т. 21, вип. 3 (12 липня). — С. 261—300. — DOI:10.3367/UFNr.0021.193903b.0261.
- Euler H., Wergeland H. Über die ausgedehnten Schauer der kosmischen Strahlung in der Luft // Naturwissenschaften. — 1939. — Nr. 28 (12 Juli). — DOI:10.1007/BF01489233.
- Euler H. Über die Beobachtung von Luftschauern und Kernzertrümmerungen der kosmischen Strahlung in der Ionisationskammer // Zeitschrift für Physik. — 1940. — Nr. 1—2 (12 Juli). — DOI:10.1007/BF01611493.
- Euler H. Über die Beobachtung von Luftschauern und Kernzertrümmerungen der kosmischen Strahlung in der Ionisationskammer // Naturwissenschaften. — 1940. — Nr. 9 (12 Juli). — DOI:10.1007/BF01481149.